# Bemanningsvervoer
Bemanningsvervoer is een systeem dat het mogelijk maakt om aan boord van een schip of offshoreconstructie te gaan. Dit gebeurt met helikopters en speciaal voor dit doel ontworpen schepen. De bedrijfstak is ontstaan met het ontstaan van de offshore-industrie.

## Alternatieven

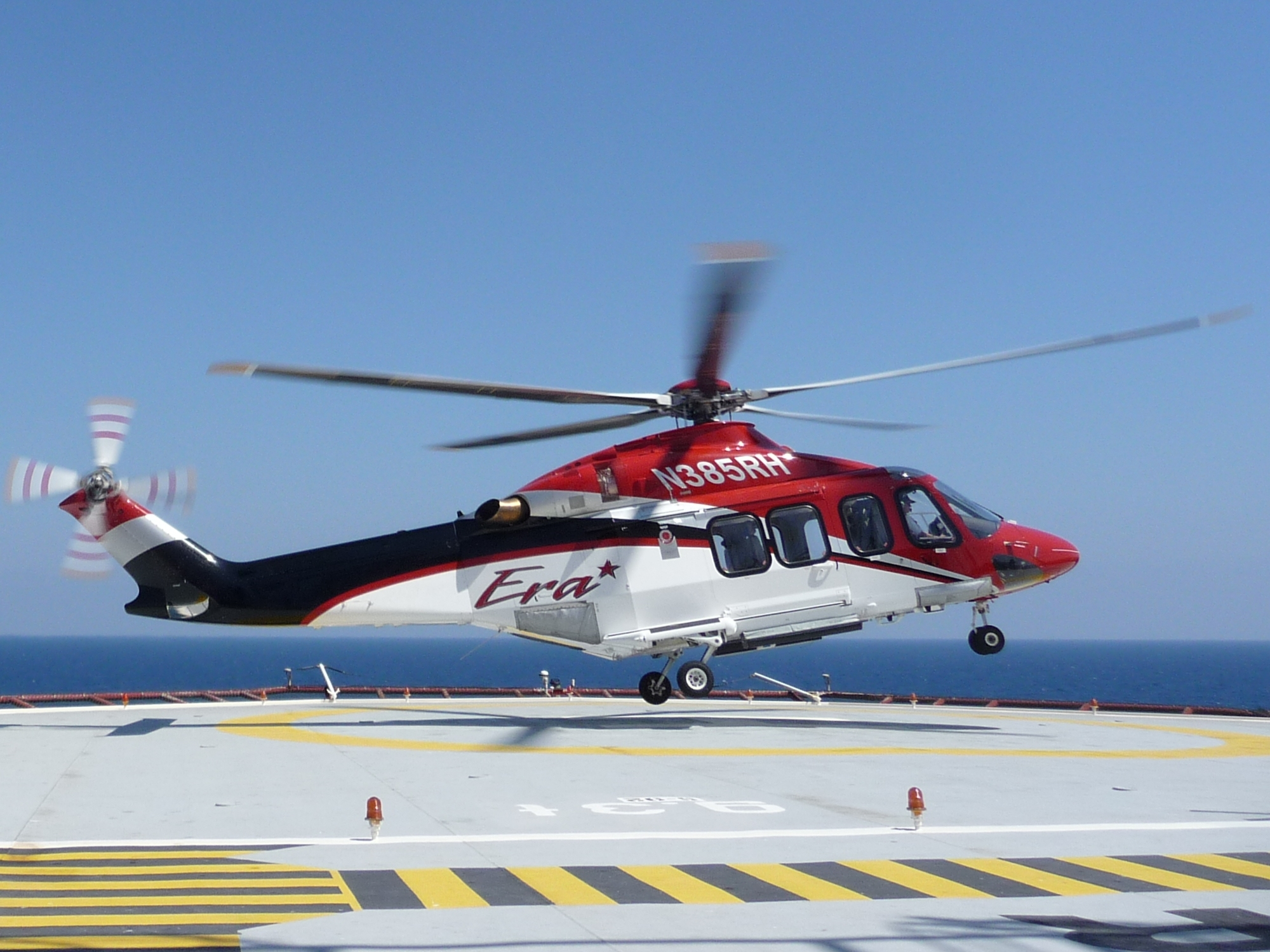
Bemanningsvervoer per helikopter

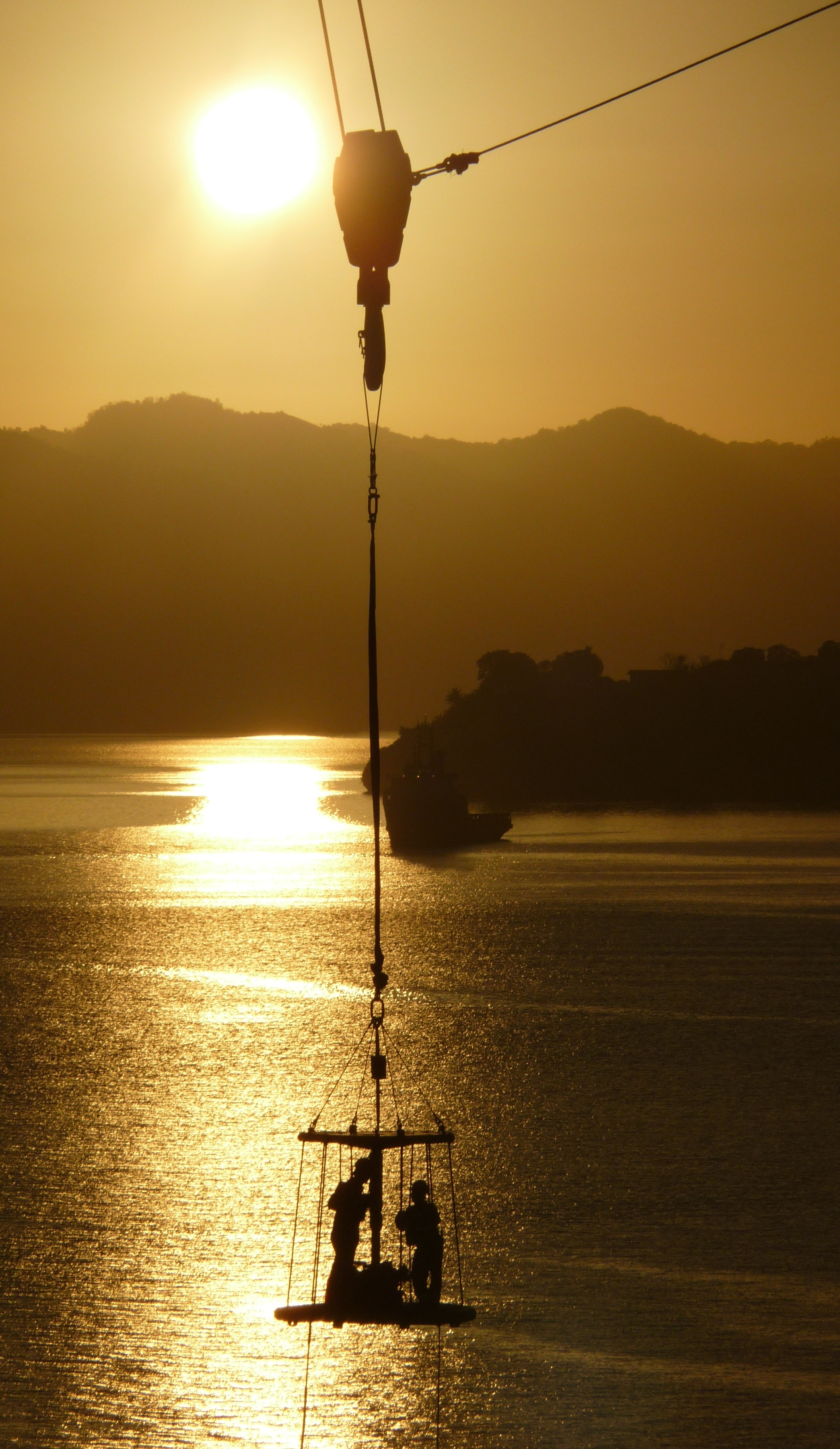
Crew-baskettransfer

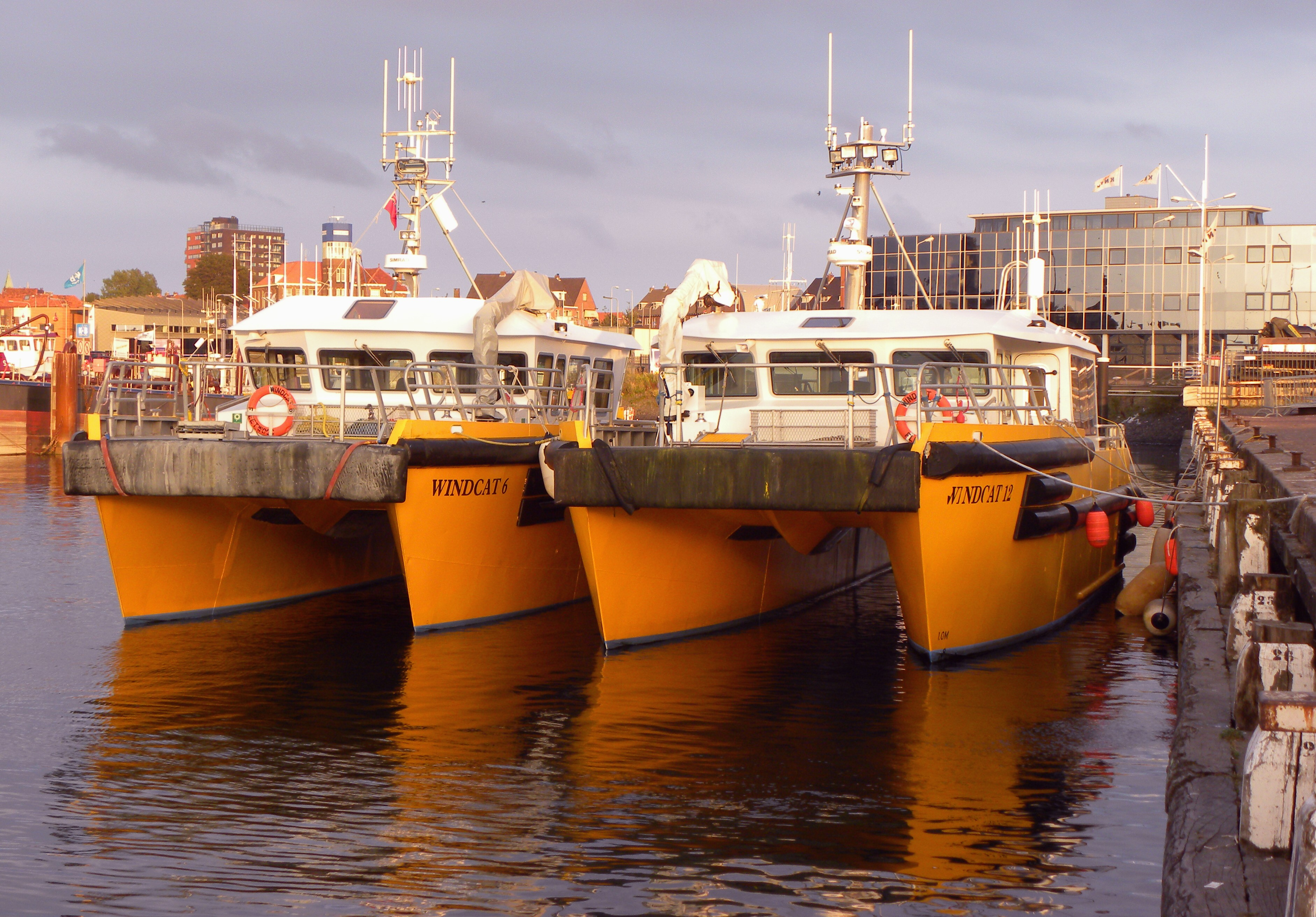
De Windcat 6 en Windcat 12

Er zijn verschillende manieren om toegang mogelijk te maken. Het gebruik van een:
helikoptersnel en betrouwbaar werd dit in de jaren 1950 in de Golf van Mexico al snel een veiliger alternatief dan de toen gebruikte aflossingen via bootjes met swing ropes. Helikopter kunnen onbruikbaar zijn door weersomstandigheden als mist en storm
Aangepast schipdit is veelal een snel schip, onder andere voorzien van meer fenders dan andere schepen, om de klappen tegen platforms of turbines op te vangen. Deze vaartuigen maken rechtstreeks fysiek contact met het landingsplatform. Om de golfbewegingen te compenseren, draait de aandrijving van het bootje op volle kracht, waardoor het tegen het platform aan blijft
offshore access systemdit systeem werkt hetzelfde als een omgekeerde vliegtuigsimulator. De bewegingen van het schip worden gemeten en het systeem compenseert deze bewegingen met behulp van haar zes hydraulische cilinders. Het resultaat is dat het platform van het systeem stabiel blijft. De loopbrug wordt uitgeschoven en personeel kan veilig oversteken van een schip naar een offshore structuur, zelfs bij slechte weersomstandigheden
hefplatformvoor echt groot onderhoud kan er naast het object ook een hefplatform worden geplaatst als accommodatieplatform. Dit gaat gepaard met hoge kosten

## Markt
De klanten van deze bedrijfstak vallen in twee categorieën uiteen: de olie- en gasindustrie en de windindustrie. Vooral de laatste groeide sterk in de 21e eeuw en kende in 2009 een groei van 54%. Verwacht wordt dat deze groei nog sterker zal toenemen, doordat landen als Duitsland de aanbouw van veel windmolenparken gepland hebben. Alle windturbines in de parken moeten zo nu en dan onderhouden worden.
Het andere segment is de olie- en gasindustrie. Hier wordt veel gebruik gemaakt van helikopters, maar in regio's als West-Afrika wordt veel gebruik gemaakt van boten, zoals de Surfers van Bourbon.